# Paraphoides bura
Paraphoides bura är en fjärilsart som beskrevs av Druce 1892. Paraphoides bura ingår i släktet Paraphoides och familjen mätare. Inga underarter finns listade i Catalogue of Life.